# Franziska Rochat-Moser
Pour les articles homonymes, voir Moser et Rochat.
Franziska Rochat-Moser (née Franziska Moser le 17 août 1966 à Herzogenbuchsee et décédée le 7 mars 2002 à Lausanne) est une athlète suisse. Elle fut mariée à Philippe Rochat, un cuisinier suisse.
Elle est victime d'une chute lors d'une randonnée à ski dans les Préalpes vaudoises provoquée par la rupture d'une corniche sur laquelle Franziska évoluait, et sur laquelle ses deux compagnons de course étaient déjà passés. Extraite de l'avalanche par ceux-ci, elle est héliportée au CHUV où elle décéda le lendemain,.
Le Supertrail du Barlatay - Mémorial Franziska Rochat-Moser est organisé annuellement en son honneur depuis 2011.

## Biographie
- Pratique de la course d'orientation
- 1989 championne suisse de marathon
- 1994 1re du marathon de Francfort
- 1997 1re des 20km de Lausanne
- 1997 1re de Morat-Fribourg et record du parcours
- 1997 1re du marathon de New York
- 1998 1re de Morat-Fribourg
- 1999 2e du marathon de Boston
- 2001 retrait de la compétition après une opération aux hanches
- 2001 création de la Fondation Franziska Rochat-Moser pour promouvoir de jeunes talents dans les courses de longue distance
- 2002 décès lors d'un accident de montagne à proximité de La Pare dans les Préalpes vaudoises